# ژاوی اولیوا
ژاوی اولیوا (انگلیسی: Xavi Oliva؛ زادهٔ ۲۹ مهٔ ۱۹۷۶) بازیکن سابق و مربی فوتبال اهل اسپانیا است.
از باشگاه‌هایی که در آن بازی کرده‌است می‌توان به اسپانیول، اسپانیول بی، والنسیا بی، رکریتیوو اوئلوا، تاراگونا، کاستیون و ویارئال اشاره کرد.